# رساله ماکول و مشروب
رساله ماکول و مشروب کتابی است از حکیم یوسفی هروی در حوزه طب سنتی. این کتاب منظومه‌ای است به فارسی و همانگونه که از نامش پیداست در خواص خوردنی‌ها و آشامیدنی‌هاست. این منظومه به بحر متقارب مثمن مقصور یا محذوف است. نسخه‌هایی از این اثر در دانشگاه تهران، ملک، سپهسالار، مرعشی نجفی، مجلس، ملی، ملی تبریز و دهخدا موجود است. این منظومه در سال ۱۹۲۴ میلادی در لاهور چاپ شده است.